# حارث محاسبی
ابوعبدالله حارث ابن اسد محاسبی بصری (۲۴۳–۱۶۵ ه‍. ق) حدود سال ۱۶۵ هجری قمری در بصره به دنیا آمد و در سال ۲۴۳ هجری در بغداد از دنیا رفت. او را یکی از بزرگترین مشایخ تصوف قرن سوم نامیده‌اند. وی غالب عمر خود را در بغداد گذراند. علاوه بر عرفان اسلامی در فقه، حدیث و کلام نیز سررشته داشت. حارث بیشتر اوقات خود را به تدریس، عبادت، و وعظ و تألیف گذراند. اگرچه از اهل سنت بود اما در آثارش به احادیث گوناگونی از امامان اهل بیت شیعیان اشاره کرده‌است. از جمله اولین حدیثی که در کتاب الرعایه استفاده کرده‌است نقل از محمد بن علی الباقر امام پنجم شیعیان است.
محاسبی در فقه شاگرد شافعی بود. او در بغداد هم به آموختن فقه می‌پرداخت و هم حدیث روایت می‌کرد و با آنکه در مباحث کلامی به مخالفت با معتزله می‌پرداخت و در رد آنها سخن می‌گفت، پیروان احمد بن حنبل او را مجبور به ترک بغداد و سکونت کوفه کردند. تا حدی عرصه بر وی تنگ شد که هنگام مرگ حارث فقط چهار نفر بر جنازه او حاضر شدند.
حارث با آنکه در فقه، کلام و حدیث مرتبه‌ای خاص داشت، اما بیشتر در عرفان آوازه یافت و یکی از مشایخ بزرگ تصوف شناخته شد، چنان‌که او را در تصوف استاد بغدادیان به‌شمار آوردند.

## سخنان حارث محاسبی قدس الله روحه
در این مجموعه برخی از سخنان زیبای این عارف شوریده را از زبان عارف بزرگ و نامی ایران شیخ فریدالدین عطار نیشابوری که در کتاب تذکرة الاولیاء ذکر شده است، بیان می‌کنیم:
و گفت: تفکر اسباب را به حق قایم دیدن است.
و گفت: علامت انس به حق وحشت است از خلق و گریز است و هرچه خلق در آن است و منفرد شدن به حلاوت ذکر حق تعالی برقدر آنکه انس حق در دل جای می‌گیرد، بعد از آن انس به مخلوقات از دل رخت بر می‌گیرد.
و گفت: در همه کارها از سستی عزم حذر کن که دشمن در این وقت بر تو ظفر یابد، و هرگاه که فتور عزم دیدی از خود هیچ آرام مگیر به خدای پناه جوی.
و گفت: هرکه باطن خود را درست کند به مراقبت و اخلاص خدای تعالی ظاهر او آراسته گرداند به مجاهده و اتباع سنت.
منبع: وبلاگ اشعار عرفاتی شعرای بزرگ

## نثر و کتاب‌شناسی

### آثار چاپی
- الرعایه لحقوق الله و القیام بها
- الوصایا
- التوهم
- آداب النفوس
- کتاب فی مائیه و معناه
- فهم القرآن و معانیه
- بدء من اناب الی الله
- البعث و النشور
- القصد و رجوع الی الله
- فهم الصلاه
- معاتبه النفس

### آثار خطی
- المکاسب و الورع و الشبهات
- رساله العظمه
- التبیه علی الاعمال القلوب فی الدلاله علی الوحدانیه
- المسائل فی اعمال القلوب و الجوارح
- المسائل فی الزهد
- الصبر و الرضا
- کتاب العلم
- شرح المعرفه و بذل النصیحه
- محاسبه النفوس
- احکام التوبه
- المسترشد
- رساله فی التصوف
- النصیحه للطالبین و الفرق بین التحقیق و المدعین
- المراقبه و المحاسبه
- کتاب الخلوه و التبتل فی العباده و درجات العابدین
- مختصر المعانی
- دواء داء القلوب
- فهم السنن
- کتاب الدماء
- مختصر کتاب فهم الصلاه

### ویژگی‌های آثار وی
- در میان آثار عرفانی قرن سوم هجری، تالیفات محاسبی ویژگی‌هایی دارد که آنها را از دیگر تالیفات این دوره متمایز می‌سازد. محاسبی چون علاوه بر عرفان، در کلام، حدیث و فقه نیز متوغل بود، در تالیفات خود گاه به طرح مباحثی از این علوم نیز می‌پرداخت؛ از این رو در تالیفات وی با آنکه بیشتر صبغه عرفانی غلبه دارد، در پاره ای از موارد مباحث کلامی و فقهی نیز خودنمایی می‌کند. در واقع، غالب آثار محاسبی آمیزه ای از مباحث عرفانی، فقهی و کلامی است که با آیات و احادیث همراه شده‌است.
- از دیگر ویژگی‌های آثار وی تنوع و تعدد مطالب و مباحث عرفانی است. مجموعه مطالب و موضوعاتی که حارث در آثار خود شرح و بیان کرده‌است، حوزه گسترده‌ای را در تصوف اسلامی در بر می‌گیرد که این موضوع تا زمان او کم مانند بود.
- ویژگی دیگر آنکه تالیفات وی را با دیگر عارفان زمان خود متفاوت می‌نمود، آن است که تنها به بیان ویژگی‌ها و اوصاف مراحل و منازل سلوک نمی‌پرداخت بلکه آفات و عوارضی را که مانع سلوک می‌شود و راه درمان آنها را هم معرفی می‌کند.